# Château de Coat-Couraval
Le château de Coatcouraval est une demeure noble située en un endroit isolé sur la commune de Glomel. Il a été classé au titre des monuments historiques par arrêté du 2 mars 1981.

## Historique
Le château est construit vers 1430, par la famille de Bouteville dont les armes sont visibles sur le clocher de l'église voisine de Bonen. Le château passe ensuite entre les mains des familles Urvoy de Crenan, de Perrien, de Goulaine et Rouillé d'Orfeuil. Il a traversé les siècles sans avoir subi trop de dommages ni de remaniements importants. Il constitue un intéressant témoignage des manoirs de la Bretagne intérieure.

## Description
Malgré son aspect imposant, l'édifice n'avait pas de fonction défensive.

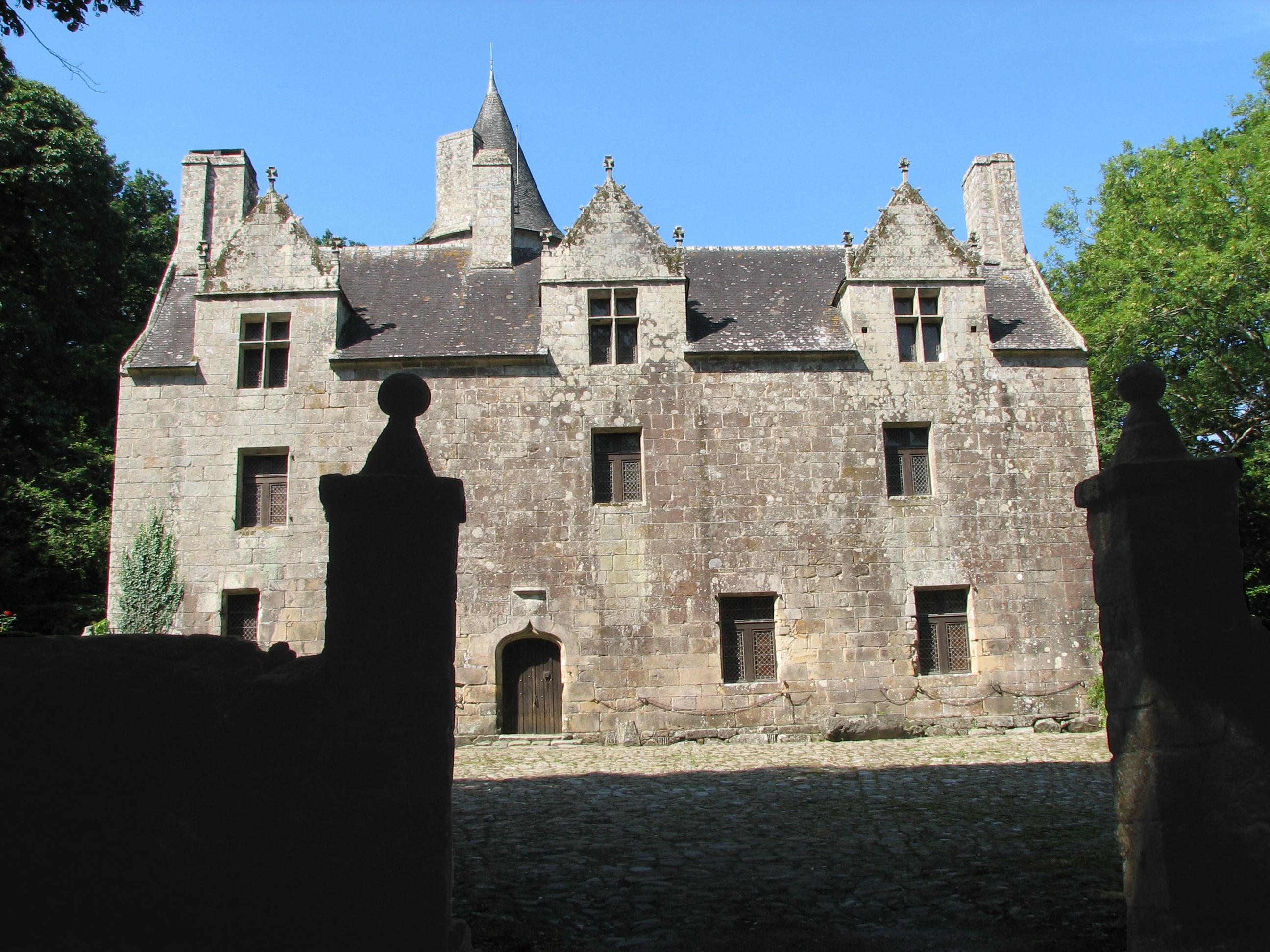
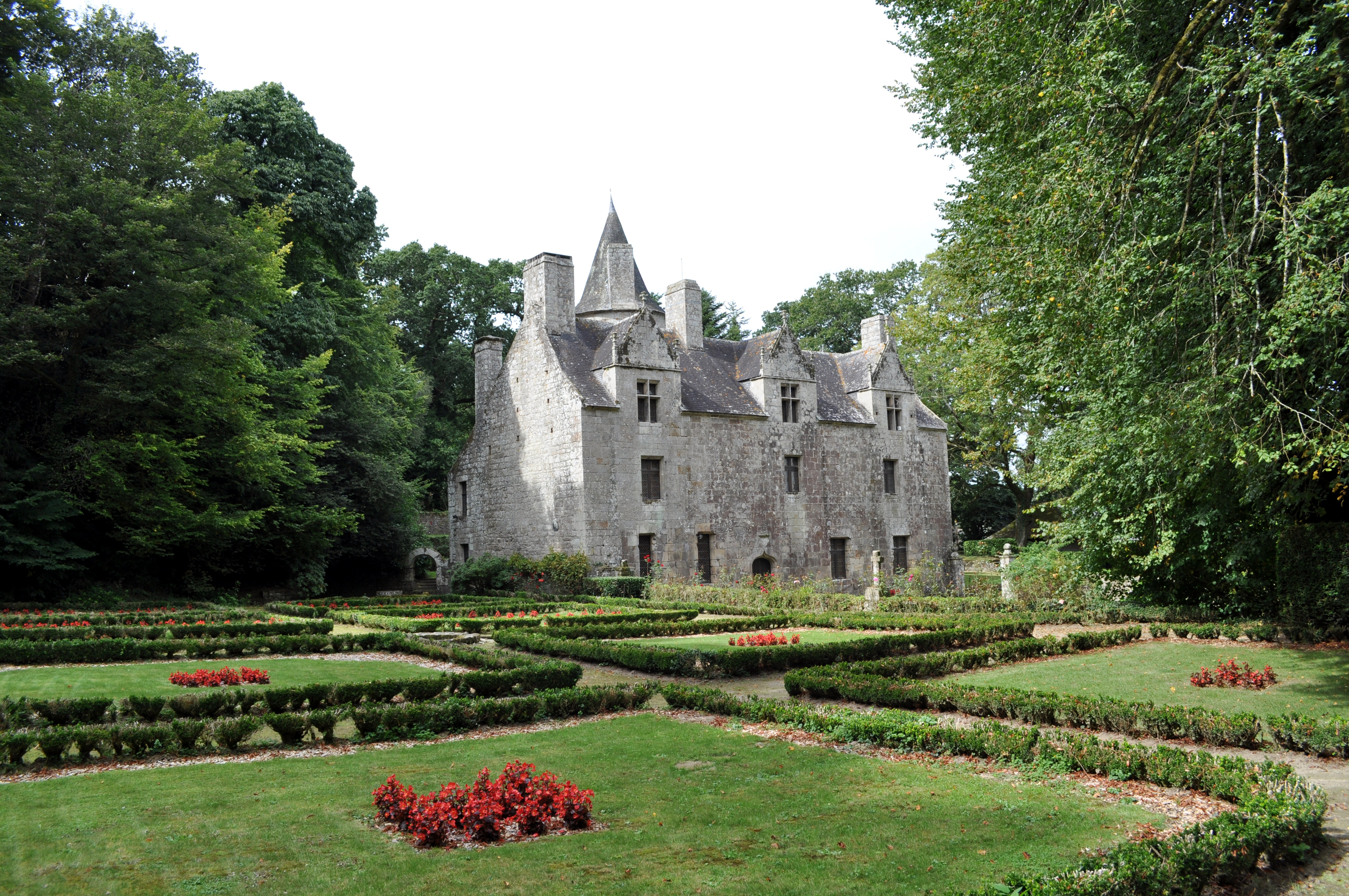
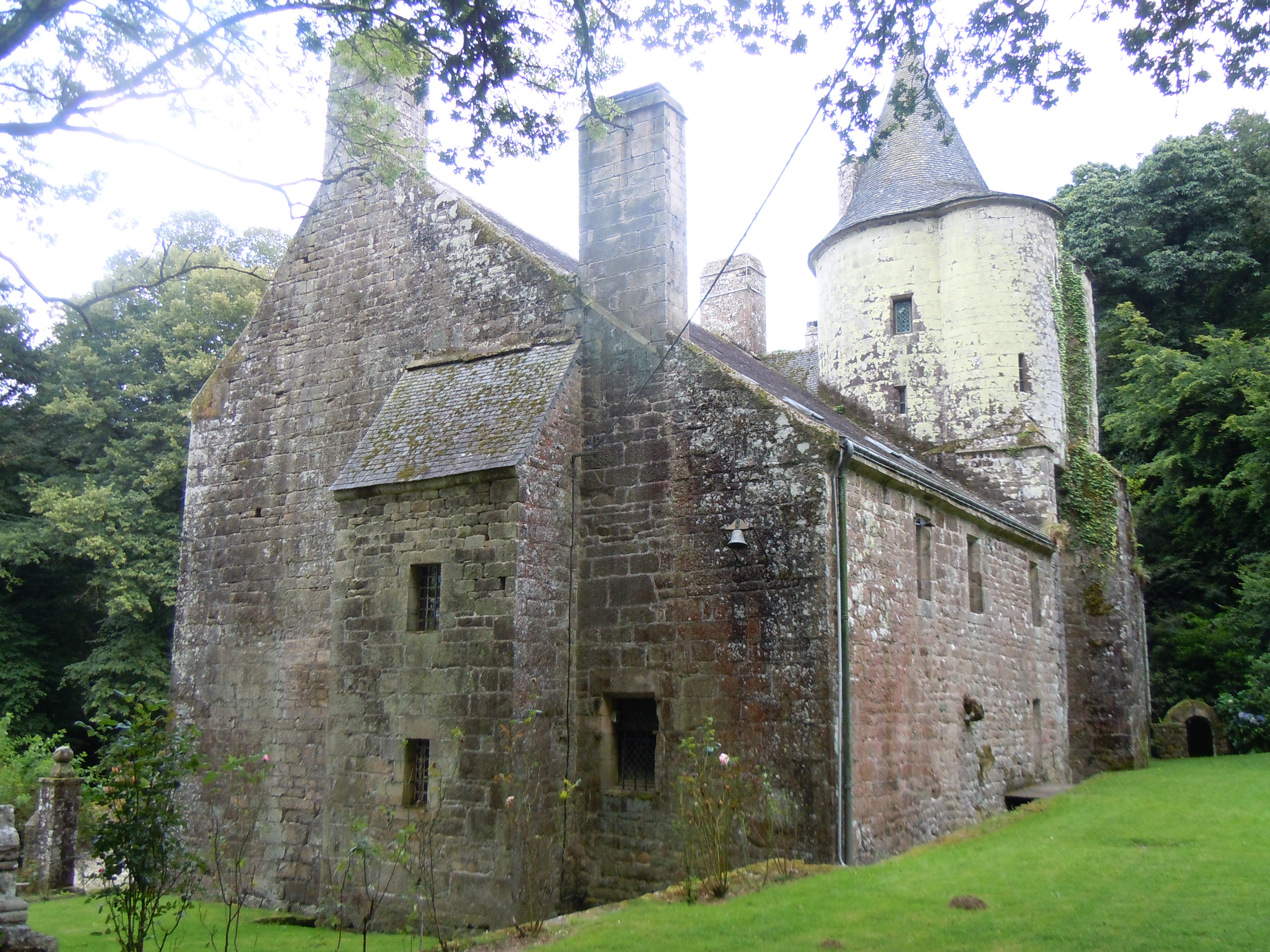
Le château vu sous un autre angle.